# لال پادشاه
لال پادشاه (انگلیسی: Lal Baadshah) یا پادشاه سرخ یک فیلم است که در سال ۱۹۹۹ منتشر شد. از بازیگران آن می‌توان به آمیتاب باچان، مانیشا کویرالا، و شیلپا شتی اشاره کرد.